# Novita Dewi
Novita Dewi Marpaung (nacida en Yakarta el 15 de noviembre de 1978) es una cantante indonesia, hija del cantante Batak, Jack Marpaung.

## Discografía
- Sweet Heart (2008)

## Presentaciones
- Derechos de Autor Estrella (1996)
- Asia Bagus (1998)
- Festival de la Canción Internacional de Astaná, en Kazajistán, Rusia (2005)
- Ganar Revelación Solista Mejor Artista Femenina en los Premios caso Nagaswara Música (2010)
- X Factor Indonesia (2013)